# اچ‌ام‌اس بله‌آیل (۱۸۷۶)
اچ‌ام‌اس بله‌آیل (۱۸۷۶) (به انگلیسی: HMS Belleisle (1876)) یک کشتی بود که طول آن ۲۴۵ فوت (۷۵ متر) بود. این کشتی در سال ۱۸۷۶ ساخته شد.